# Novo Barreiro
Novo Barreiro este un oraș în Rio Grande do Sul (RS), Brazilia.